# پروتکل اصلی سیستم پنجره اکس

لوگوی سامانه پنجره‌ای اکس

پروتکل اصلی سامانه پنجره‌ای اکس (به انگلیسی: X Window System core protocol) پایه‌ای‌ترین پروتکل در ساختار سامانه پنجره‌ای اکس است. سامانهٔ پنجره‌ای اکس، یک سامانه پنجره‌ای تحت شبکه برای نمایشگرهای بیت‌مپی است که برای ساختن واسط‌های گرافیکی کاربر در سیستم‌عامل‌های یونیکس، شبه یونیکس یا دیگر سیستم‌ها بکار برده می‌شود. اکس بستری را فراهم می‌کند که به‌کمک آن می‌توان نرم‌افزارهایی به همراه واسط گرافیکی (همچون میزکارهای گنوم و کی‌دی‌ئی) را بر روی این سیستم‌عامل‌ها اجرا کرده و توسعه داد. سامانهٔ پنجره‌ای اکس از یک مدل مشتری-خدمت‌گذار برخوردار است. در این مدل، یک سرویس‌دهندهٔ یگانه که سرور اکس نامیده می‌شود، همهٔ سخت‌افزارهای ورودی/خروجی همانند صفحه نمایش، صفحه کلید، ماوس و ... را کنترل می‌کند. همهٔ برنامه‌های کاربردی هم به گونهٔ سرویس‌گیرنده کار می‌کنند و با کمک سرور اکس، با کاربر یا دیگر کلاینت‌ها تعامل برقرار می‌کنند. این تعامل توسط پروتکل اصلی سامانه پنجره‌ای اکس ساماندهی می‌شود. پروتکل‌های دیگری هم در رابطه با سامانه پنجره‌ای اکس وجود دارد که این پروتکل‌ها، هم به گونهٔ یک پروتکل جدا و خودسر هستند و هم اینکه بر روی بستر پروتکل اصلی اکس ایجاد شده‌اند.
در پروتکل اصلی سامانهٔ پنجره‌ای اکس، تنها چهار گونه بسته وجود دارد که به گونهٔ ناهمگام، بر روی شبکه فرستاده می‌شود: درخواست‌ها، پاسخ‌ها، رویدادها و خطاها. درخواست‌ها از سوی کلاینت به سرور فرستاده می‌شوند تا اجرای یک کار یا دریافت اطلاعاتی را از سرور درخواست کنند. درخواست‌ها یا به سرور می‌گویند که کار خاصی را انجام دهد (همچون ایجاد کردن یک پنجره تازه) یا از سرور می‌خواهند که داده‌های دلخواهی را برای کلاینت‌ها بفرستد. پاسخ‌ها از سوی سرور برای کلاینت‌ها فرستاده می‌شوند و داده‌های درخواستی کلاینت را در خود دارند که در پاسخ به درخواست کلاینت‌ها برای آن‌ها فرستاده می‌شود. رویدادها از سوی سرور برای کلاینت فرستاده می‌شوند و کلاینت را از کارهایی که کاربر سرگرم انجام‌دادن آنهاست یا رخدادهای دیگری که ممکن است کلاینت علاقه‌مند به دانستن آن‌ها باشد، باخبر می‌کنند و کلاینت می‌تواند واکنش درخور به آن رویدادها را نشان دهد. هنگامی که رویداد غیرمنتظره‌ای در هنگام پردازش کردن درخواست‌های کلاینت رخ می‌دهد و خطایی روی می‌دهد، سرور این خطاها را به کمک بسته‌هایی از نوع خطا به آگاهی کلاینت می‌رساند. درخواست‌ها ممکن است باعث تولید کردن پاسخ‌ها، رویدادها یا خطاها شوند؛ افزون بر آن، سرور اجبار نمی‌کند که بسته‌ها حتماً باید به ترتیب خاصی بر روی شبکه ارسال شوند. چندین افزونه برای پروتکل اصلی هست که هر کدام درخواست‌ها، پاسخ‌ها، رویدادها و خطاهای ویژهٔ خودشان را دارند.
اکس در سال ۱۹۸۴ و از مؤسسه فناوری ماساچوست سرچشمه گرفته‌است. نسخهٔ کنونی آن که X11 نام دارد، در سپتامبر ۱۹۸۷ ساخته شده‌است. اینکه سامانه پنجره‌ای اکس «مکانیسم و سازوکار را مشخص می‌کند، نه خط مشی را»، اصل اولیه‌ای بود که طراحان سیستم، باب شیفلر و جیم گتیز، آن را گزیدند. در نتیجه، پروتکل اصلی، چگونگی تعامل بین کلاینت‌ها یا تعامل بین یک کلاینت با یک کاربر را تعیین نمی‌کند. چگونگی انجام این تعامل‌ها در مشخصه‌های فنی دیگری بحث می‌شوند، همانند ICCCM و freedesktop.org و عموماً هنگامی که برنامه‌نویس تصمیم به استفاده از یک ابزار ویجت می‌گیرد، چگونگی انجام این تعامل و خصوصیات هم خودکار اعمال می‌شوند.

## کلیات

مثالی از تعامل بین کلاینت و سرور

در این مثال، سرور اکس از یک سو با دستگاه‌های ورودی همچون ماوس و کیبورد در ارتباط است و اطلاعات ورودی را از این دستگاه‌ها دریافت می‌کند؛ و از سوی دیگر با دستگاه‌های خروجی همچون صفحه‌نمایش در ارتباط است و تصاویر خروجی را بر روی آن نمایش می‌دهد. یک مرورگر وب و یک شبیه‌ساز ترمینال هم در حال اجرا شدن بر روی رایانه کاربر هستند. در سوی دیگر و در یک رایانه که در راه دور قرار دارد، یک شبیه‌ساز ترمینال در حال اجرا شدن است. اما کنترل آن از روی رایانه کاربر انجام می‌شود، انگار که در حال اجرا شدن در همان ماشین محلی است.

اکس از یک مدل سرویس‌گیرنده-سرویس‌دهنده برخوردار است. سرور اکس برنامه‌ایست که بر روی رایانه‌ای که دارای نمایشگر و کیبورد است، نصب می‌شود. سرور اکس درخواست‌ها را از کلاینت‌ها دریافت کرده، پس از پردازش، آن‌ها را بر روی صفحه‌نمایش (یا دیگر دستگاه‌های خروجی) نمایش می‌دهد. همچنین سرور اکس اطلاعات را از ماوس و کیبورد و دیگر دستگاه‌های ورودی دریافت کرده، آن‌ها را برای کلاینت‌ها می‌فرستد. کلاینت‌ها همان برنامه‌های کاربردی مانند فایرفاکس، لیبره‌آفیس و ... هستند. ارتباط بین کلاینت‌ها و سرور به کمک پروتکل‌های شبکه انجام می‌شود؛ بنابراین این دو برنامه می‌توانند بر روی کامپیوترهای گوناگون که حتی سیستم‌عامل‌های ناهمسانی هم دارند، نصب شده و سپس با هم تعامل داشته باشند.
ارتباط بین سرور و کلاینت‌ها با مبادله کردن بسته‌هایی بر روی یک کانال مخابراتی انجام می‌شود. اتصال از سوی کلاینت برقرار می‌شود (چگونگی آغاز به کار کلاینت در پروتکل مشخص نشده‌است). همچنین کلاینت نخستین بسته را هم می‌فرستد که این بسته، افزون بر اینکه ترتیب بایت بکاررفته را در خود دارد، اطلاعاتی دربارهٔ نسخهٔ پروتکل و چگونگی اعتبارسنجی که کلاینت دوست دارد سرور از آن استفاده کند را هم در بر می‌گیرد. سرور در پاسخ بسته‌ای را برای کلاینت می‌فرستد که این بسته مشخص می‌کند آیا سرور اتصال کلاینت را پذیرفته‌است یا اینکه آن را رد کرده‌است یا اینکه درخواستی برای اعتبارسنجی کلاینت را به همراه دارد. اگر سرور اتصال را پذیرفته باشد، بسته، داده‌هایی در خود دارد که کلاینت باید در کنش‌های آینده با سرور، آن‌ها را بکار برد. پس از اینکه اتصال برپا شد، چهار گونه بسته در کانال ارتباطی بین سرور و کلاینت جابجا می‌شود:
1. درخواست: کلاینت اطلاعاتی را از سرور درخواست می‌کند یا اینکه از سرور می‌خواهد تا کاری را انجام دهد.
2. پاسخ: سرور به درخواست کلاینت پاسخ می‌دهد. تنها برخی از درخواست‌ها پاسخی را به همراه دارند، نه همه آنها.
3. رویداد: سرور کلاینت را از رخ دادن رویدادی آگاه می‌کند، همچون ورودی ماوس یا صفحه کلید، جابجا شدن یک پنجره، تغییر اندازه آن و دیگر چیزها.
4. خطا: اگر درخواست غیرمجاز شمرده شود، سرور خطایی را برای کلاینت می‌فرستد. از آنجایی که درخواست‌ها در یک صف جاداده می‌شوند، خطایی که برای یک درخواست فرستاده می‌شود ممکن است بی‌درنگ فرستاده نشوند و دیرکردی در کار باشد.

درخواست‌ها و پاسخ‌ها طول گوناگون و غیرثابتی دارند. این در حالی است که رویدادها یا خطاها از طول ثابت ۳۲ بایتی برخوردارند.
همینکه سرور بسته‌های «درخواست» را دریافت کرد، آن‌ها را به ترتیب شماره‌گذاری می‌کند. به نخستین درخواستی که از سوی کلاینت فرستاده می‌شود، شماره ۱ واگذار می‌شود، دومین درخواست شماره ۲ و همینگونه تا به پایان. اگر درخواستی، یک پاسخ یا یک خطا را به بار آورد، ۱۶ بیت کم‌ارزش از شماره‌ای که به آن درخواست داده شده، در آن بستهٔ «پاسخ» یا «خطا» گنجانده می‌شود تا مشخص باشد که این «پاسخ» یا «خطا» برای کدام درخواست است. این بیت‌ها همچنین در بسته‌های «رویداد» هم برای نشان دادن شمارهٔ درخواستی که سرور سرگرم پردازش آن است یا پردازش آن را به پایان رسانده، گنجانده می‌شوند.

## پنجره‌ها

جایگیری پنجره‌ها در صفحه. شماره یک پنجره ریشه را نشان می‌دهد که سرتاسر صفحه را در بر گرفته است، ۲ و ۳ پنجره‌های سطح بالا هستند، ۴ و ۵ زیرپنجره‌های پنجره شماره ۲ هستند. آن بخش از پنجره که بیرون از پنجره پدرش جای دارد، نمایش داده نمی‌شود.

چیزی که در بسیاری از واسط‌های گرافیکی کاربر پنجره نامیده می‌شود، در سامانهٔ پنجره‌ای اکس به آن پنجره سطح بالا می‌گویند. همچنین اصطلاح پنجره برای نامیدن پنجره‌هایی که در درون یک پنجره دیگر جای دارند هم بکار می‌رود. به پنجره‌ای که یک پنجره دیگر را دربرمی‌گیرد، پنجره پدر و به پنجره‌ای که درون یک پنجره دیگر جای گرفته زیرپنجره گفته می‌شود. عناصر گرافیکی همچون دکمه‌ها، منوها، آیکون‌ها و دیگر چیزها، می‌توانند به‌دست زیرپنجره‌ها محقق شوند.
کلاینت می‌تواند از سرور درخواست کند که یک پنجره تازه ساخته شود. همچنین کلاینت می‌تواند درخواست کند که یک زیرپنجره در درون پنجره‌ای که از پیش وجود دارد، ساخته شود. در نتیجه، پنجره‌هایی که به‌دست کلاینت‌ها ساخته می‌شوند، در یک ساختار درختی و به گونهٔ سلسله‌مراتبی، چیده می‌شوند. ریشهٔ این درخت، پنجره ریشه است. پنجره ریشه یک پنجرهٔ ویژه است و در هنگام آغاز به کار سیستم به گونه خودکار به‌دست سرور ساخته می‌شود. همه پنجره‌های دیگر به گونه مستقیم یا غیرمستقیم فرزند پنجره ریشه هستند. پنجره‌های سطح بالا، فرزند مستقیم پنجره ریشه شمرده می‌شوند. از دید ظاهری، پنجره ریشه به بزرگی یک دسکتاپ مجازی است و در پشت همه پنجره‌های دیگر نهفته می‌شود.
تضمینی برای نگهداری همیشگی محتویات و درون‌مایهٔ یک پنجره در کار نیست. درون‌مایهٔ یک پنجره می‌تواند با جابجا شدن پنجره، تغییر اندازه دادن پنجره، گذاشتن پنجره‌های دیگر بر روی آن پنجره، یا ... نابود شده و همه یا بخشی از آن نمایش‌ناپذیر شود. اگر سرور یک انباره پشتیبان از درون‌مایهٔ یک پنجره را نگه نداشته باشد، درون‌مایهٔ یک پنجره ممکن است از دست برود. کلاینت می‌تواند از سرور بخواهد که چنین انباره‌ای را از درون‌مایهٔ یک پنجره نگه‌داری کند، اما سرور تعهد و ضمانتی برای انجام این کار ندارد. در نتیجه، کلاینت‌ها نمی‌توانند چنین بپندارند که سرور یک انباره پشتیبان برای یک پنجره را نگه‌داری می‌کند. اگر بخش نمایان یک پنجره، درون‌مایهٔ نامشخصی داشته باشد، رویدادی برای کلاینت فرستاده می‌شود و او را آگاه می‌کند که درون‌مایهٔ پنجره باید دوباره ترسیم شوند.
هر پنجره‌ای تعدادی صفت دارد. همانند ژئومتری (اندازه پنجره و جای آن بر روی صفحه)، تصویر پس‌زمینه آن، اینکه آیا انباره پشتیبان برای آن نگهداری می‌شود یا نه و صفت‌های دیگر. تعدادی درخواست برای بررسی کردن این صفت‌ها و تغییر دادن آن‌ها در پروتکل تعبیه شده‌است.
پنجره‌ها می‌توانند به گونه InputOutput (هم ورودی داشته باشند و هم خروجی) یا به گونه InputOnly (تنها ورودی) باشند. پنجره‌های InputOutput می‌توانند بر روی صفحه نمایش داده شوند و برای ترسیم کردن بکار برده می‌شوند. پنجره‌های InputOnly هیچگاه بر روی صفحه نمایش نمی‌یابند و آن‌ها تنها برای دریافت ورودی از کاربر بکاربرده می‌شوند.

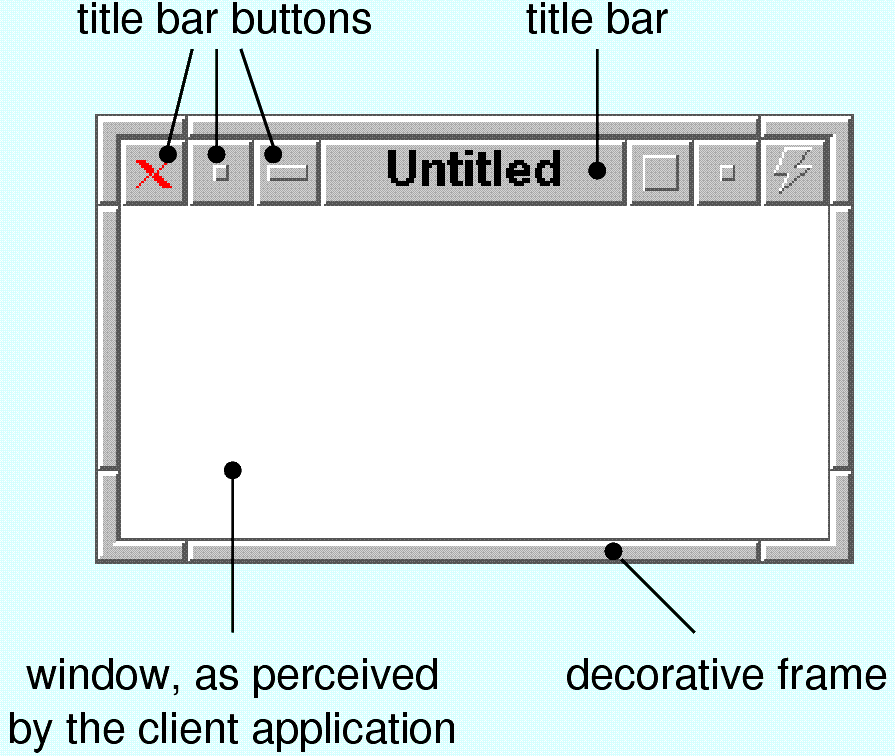
آناتومی یک پنجره در مدیر پنجره مجازی اف. بخش سفیدرنگ ناحیه‌ای است که کلاینت آن را ساخته. کلاینت پنجره را به صورت این ناحیه سفید رنگ می‌بیند. نوار عنوان پنجره دربرگیرنده نام پنجره و تعدادی دکمه برای مدیریت کردن پنجره است. قابی هم به دور پنجره کشیده شده است. تمام این عناصر بجز ناحیه سفیدرنگ، توسط مدیر پنجره رسم و اداره می‌شوند.

قاب زینتی و نوار عنوان پنجره‌ها (که می‌تواند شامل شماری دکمه هم باشد) که گرداگرد پنجره‌ها دیده می‌شود، به‌دست برنامه‌ای ویژه به نام مدیر پنجره رسم می‌شود، نه به‌دست کلاینتی که پنجره را ساخته و صاحب آن است. همچنین این مدیر پنجره است که مسئول سرپرستی کردن ورودی مرتبط با این عناصر است. برای نمونه، هنگامی که کاربر با نشانگر ماوس بر روی قاب پنجره کلیک می‌کند و آن را تغییر اندازه می‌دهد، در واقع این مدیر پنجره است که پنجره را کوچک و بزرگ می‌کند و آن را تغییر اندازه می‌دهد. کلاینت‌ها معمولاً بدون توجه و در نظر گرفتن تغییرات انجام شده به‌دست مدیر پنجره، بر روی پنجره‌هایی که ساخته‌اند به فعالیت می‌پردازند. مدیر پنجره‌های ری-پرنتینگ پس از ساختن یک پنجره سطح بالا، پدر این پنجره تازه‌ایجادشده را به پنجره‌ای جز پنجرهٔ ریشه، که برای همین منظور در نظر گرفته شده، تغییر می‌دهند. تقریباً همه مدیر پنجره‌های نوین، ری-پرنتینگ هستند. از دید پروتکل، مدیر پنجره هم تنها یک کلاینت است و با کلاینت‌های دیگر فرقی ندارد.
اطلاعات مربوط به یک پنجره را می‌توان با برنامه xwininfo به‌دست آورد. با فرستادن آرگومان خط فرمانی ‎-tree به این برنامه، می‌توان درخت زیرپنجره‌های یک پنجره را به همراه شناسه‌ها و داده‌های ژئومتری آن پنجره‌ها دید.

## پیکس‌مپ و ترسیم‌پذیرها
یک پیکس‌مپ بخشی از حافظه است که می‌توان آن را برای ترسیم کردن بکار برد. برخلاف پنجره‌ها، پیکس‌مپ‌ها به گونه خودکار بر روی صفحه، نمایش نمی‌یابند. با این حال، محتوای یک پیکس‌مپ (یا بخشی از آن) می‌تواند به یک پنجره منتقل شود (یا برعکس، محتوای یک پنجره به یک پیکس‌مپ برده شود). به کمک این کار، می‌توان شگردهایی همچون بافرینگ دوگانه را به اجرا درآورد. بسیاری از عملیات‌های گرافیکی که بر روی پنجره‌ها می‌توان انجام داد، بر روی پیکس‌مپ‌ها هم انجام‌پذیر است.
پنجره‌ها و پیکس‌مپ‌ها روی هم ترسیم‌پذیر نامیده می‌شوند و محتوای آن‌ها در سرور جای داده می‌شود. با این حال، یک کلاینت می‌تواند درخواست کند که محتوای یک ترسیم‌پذیر از سرور به کلاینت یا از کلاینت به سرور جابجا شود.

## بافت‌های گرافیکی و فونت‌ها
کلاینت می‌تواند شماری عملیات گرافیکی همچون پاک‌سازی یک بخش، کپی کردن درون‌مایهٔ یک بخش به بخشی دیگر، رسم کردن نقطه، خط، مستطیل، متن و... را از سرور درخواست کند. افزون بر پاک کردن، همه این عملیات‌ها بر روی همه ترسیم‌پذیرها (پنجره و پیکس‌مپ) هم انجام‌پذیر است.
بیشتر درخواست‌هایی که کلاینت برای انجام عملیات‌های گرافیکی به سرور می‌فرستد، یک بافت گرافیکی در خود دارند. بافت گرافیکی ساختاری است که دربرگیرنده پارامترهایی برای عملیات‌های گرافیکی است. یک بافت گرافیکی رنگ پیش‌زمینه، رنگ پس‌زمینه، فونت متن و دیگر پارامترهای گرافیکی را در خود دارد. در هنگام درخواست دادن یک عملیات گرافیکی، کلاینت یک بافت گرافیکی را هم به همراه درخواست خود برای سرور می‌فرستد. همه پارامترهای بافت گرافیکی بر روی همه عملیات‌ها تأثیرگذار نیستند. برای نمونه، فونت یک متن، تأثیری بر روی رسم کردن یک خط ندارد.
پروتکل، چگونگی بکاربردن فونت‌های سمت سرور را هم تعریف و مشخص می‌کند. چنین فونت‌هایی به گونه فایل ذخیره می‌شوند و سرور به آن‌ها یا به صورت مستقیم و با سیستم فایل دسترسی دارد یا به آن‌ها به گونه غیرمستقیم و با شبکه و برنامه‌ای که سرویس‌دهنده فونت نامیده می‌شود، دسترسی دارد. کلاینت‌ها می‌توانند فهرست همه فونت‌های موجود را از سرور درخواست کنند و پس از اینکه فونتی را از فهرست برگزیدند، می‌توانند از سرور بخواهند که آن فونت را بارگذاری کند (اگر هنوز بارگذاری نشده باشد) یا آن فونت را باراندازی کند (اگر کلاینت‌های دیگر سرگرم استفاده از آن نباشند). یک کلاینت می‌تواند اطلاعات کلی دربارهٔ یک فونت و همچنین مقدار فضایی که یک رشته متنی خاص در هنگام رسم شدن با آن فونت نیاز دارد را از سرور درخواست کند. در سطح پروتکل، نام فونت‌ها می‌تواند رشته‌های دلخواهی باشد. در قرارداد توصیف منطقی فونت‌های اکس چگونگی نام‌گذاری فونت‌ها بر اساس خصوتیاتشان مشخص شده‌است. این قرارداد همچنین مقادیر دلخواهی که می‌توانند به فونت‌ها چسبیده شوند را هم مشخص می‌کنند.
برنامه xlsfonts فهرست فونت‌هایی که در سرور ذخیره شده‌اند را چاپ می‌کند.
هم‌اکنون، با وجود فونت‌های سمت کلاینت، فونت‌های سمت سرور منسوخ شده‌اند. فونت‌های سمت کلاینت به‌دست خود کلاینت رندر می‌شوند و سرور آن‌ها را رندر نمی‌کند. کتابخانه اکس‌اف‌تی، کایرو و افزونه اکس‌رندر چنین پشتیبانی را فراهم می‌کنند. مشخصات این فونت‌ها در پروتکل اصلی تعریف و مشخص نشده‌است.

## رویدادها

نمونه‌ای از یک رویداد: هنگامی که کلیدی در یک پنجره فشرده می‌شود، بسته به ماسک رویداد آن پنجره، رویدادی تولید شده و برای کلاینت فرستاده می‌شود. این ماسک رویداد را کلاینت می‌تواند تغییر داده و انتخاب کند که آیا مایل به دریافت آن رویداد است یا نه

## نگاشت کردن

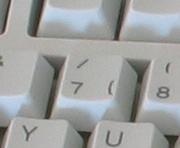
این کلید همیشه یک keycode یکسان را تولید می‌کند، اما keysymهای گوناگونی برای به نماد /، ۷ و } وجود دارد.

چگونگی ترجمه شدن یک keycode به یک keysym

## قاپیدن رویدادها

اگر مکان‌نما یا کیبورد فریز شده باشد، رویدادها همچنان تولید می‌شود، اما در یک صف ذخیره می‌شوند تا وقتی که از حالت فریز خارج شوند و آنگاه برای کلاینت مورد نظر ارسال می‌شوند. اگر آنها گرب شده باشند، رویدادهای مرتبط با آنها به جای اینکه برای پنجره‌ای که در حالت عادی آنها را دریافت می‌کند، ارسال شود، برای کلاینتی که گرب را در اختیار دارد ارسال می‌شود. رویدادهای مرتبط با مکان‌نما را می‌توان بسته به یک ماسک رویداد دور انداخت.

## اضافات و افزونه‌ها

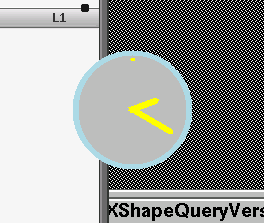
افزونه shape به پنجره ساعت اجازه می‌دهد تا یک پنجره گرد و مدور ایجاد کند که فاقد قاب و نوار عنوان است.